# Diatrypa splendens
Diatrypa splendens är en insektsart som beskrevs av Costa Lima 1958. Diatrypa splendens ingår i släktet Diatrypa och familjen syrsor. Inga underarter finns listade i Catalogue of Life.